# Recht (cràter)
Recht és un petit cràter d'impacte pertanyent a la cara oculta de la Lluna. S'estén a través de la vora est del cràter molt més gran Ostwald. Al nord-est de Recht es troba Meshcherskiy.

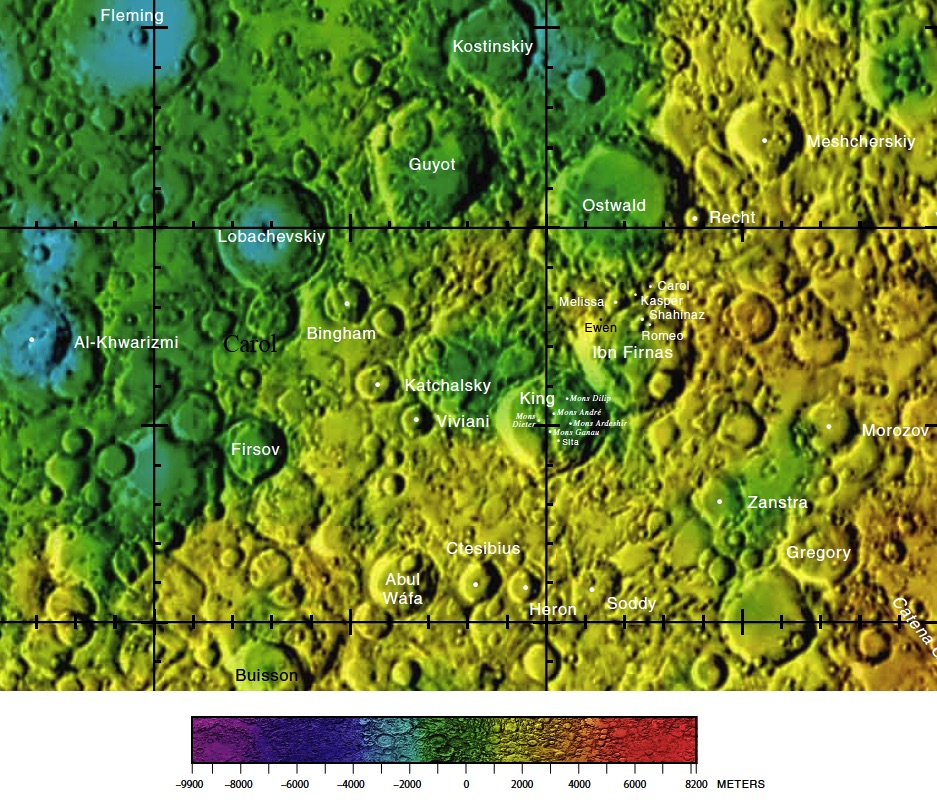
Localització de Recht (centre del quadrant superior dret de la imatge)
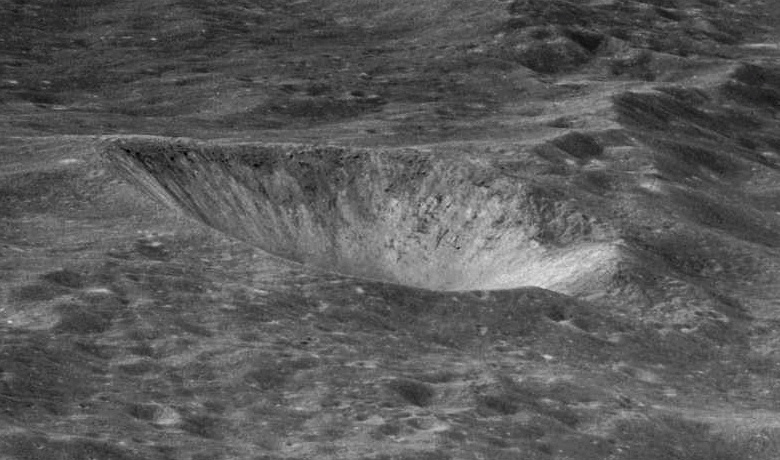
Fotografia de la missió Apollo 10
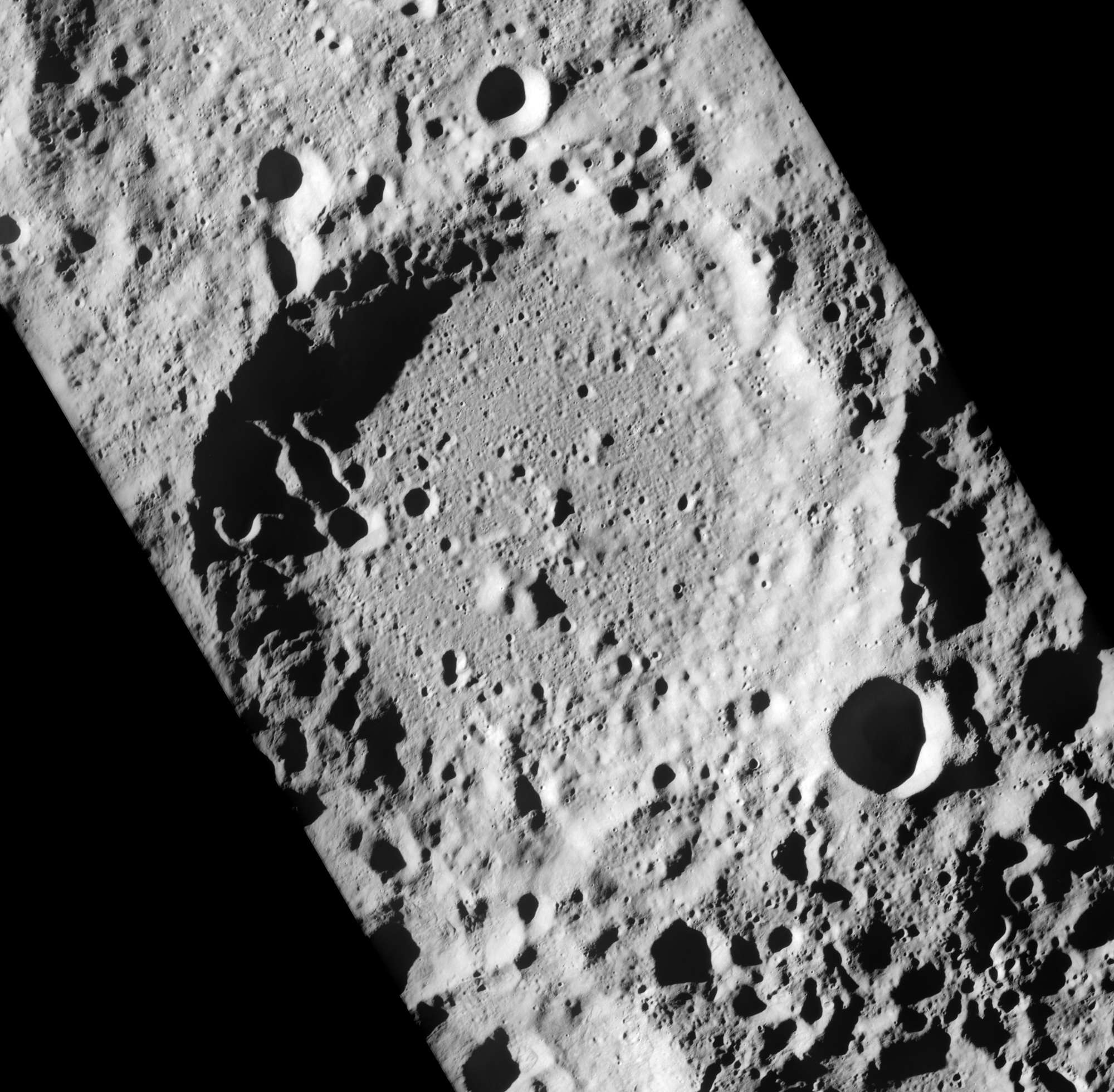
Fotografia de la missió Apollo 16

És un cràter en forma de bol, amb un sòl interior que ocupa menys de la meitat del diàmetre del cràter. Les parets interiors tenen una albedo més alta que el del terreny circumdant, mentre que el sòl interior és aproximadament del mateix to gris.